# Roi des Glaces
Le roi des Glaces, anciennement connu sous le nom de Simon Petrikov, est un personnage de la série d'animation américaine Adventure Time. Le roi des Glaces apparaît dans le jeu vidéo Adventure Time : Hey Ice King! Why'd you Steal our Garbage?!.

## Biographie
Le roi des Glaces kidnappe fréquemment des princesses à travers Ooo pour les forcer à l'épouser, la Princesse Chewing-Gum étant sa principale cible. Les pouvoirs de glaces qu'il possède proviennent de la couronne qu'il porte et qui le rend directement et littéralement fou. Bien qu'il soit défini comme fou par les autres personnages, le roi des Glaces est en réalité seul et incompris, et généralement accompagné de ses pingouins dans son royaume. Bien qu'il ne représente pas un réel danger, le roi des Glaces reste une menace causée par ses puissants pouvoirs et sa personnalité instable. Il envie néanmoins Finn et Jake pour leur amitié. 
Finn et Jake apprennent dans l'épisode Le Secret de Noël que le roi des Glaces est à l'origine un antiquaire humain connu sous le nom de Simon Petrikov, ayant fait l'achat d'une couronne. En portant cette couronne, Petrikov perd et la tête, et sa fiancée Betty ; cet événement explique son besoin inconscient des princesses. Par la suite, et au fil des années, son corps et ses facultés mentales se détériorent rien qu'au port de la couronne. Avant la « Guerre des Champignons », 996 ans avant les événements de la série, Petrikov fait la rencontre de la toute jeune Marceline, et tous deux se lient d'amitié. Finalement, il se rend compte que son comportement et son esprit instables pourraient devenir une menace pour la jeune Marceline. Ainsi, il lui écrit une lettre lui expliquant pourquoi il ne lui serait plus d'aucune aide, et de lui pardonner pour ce qu'il fera en portant la couronne.